# Graanpletter

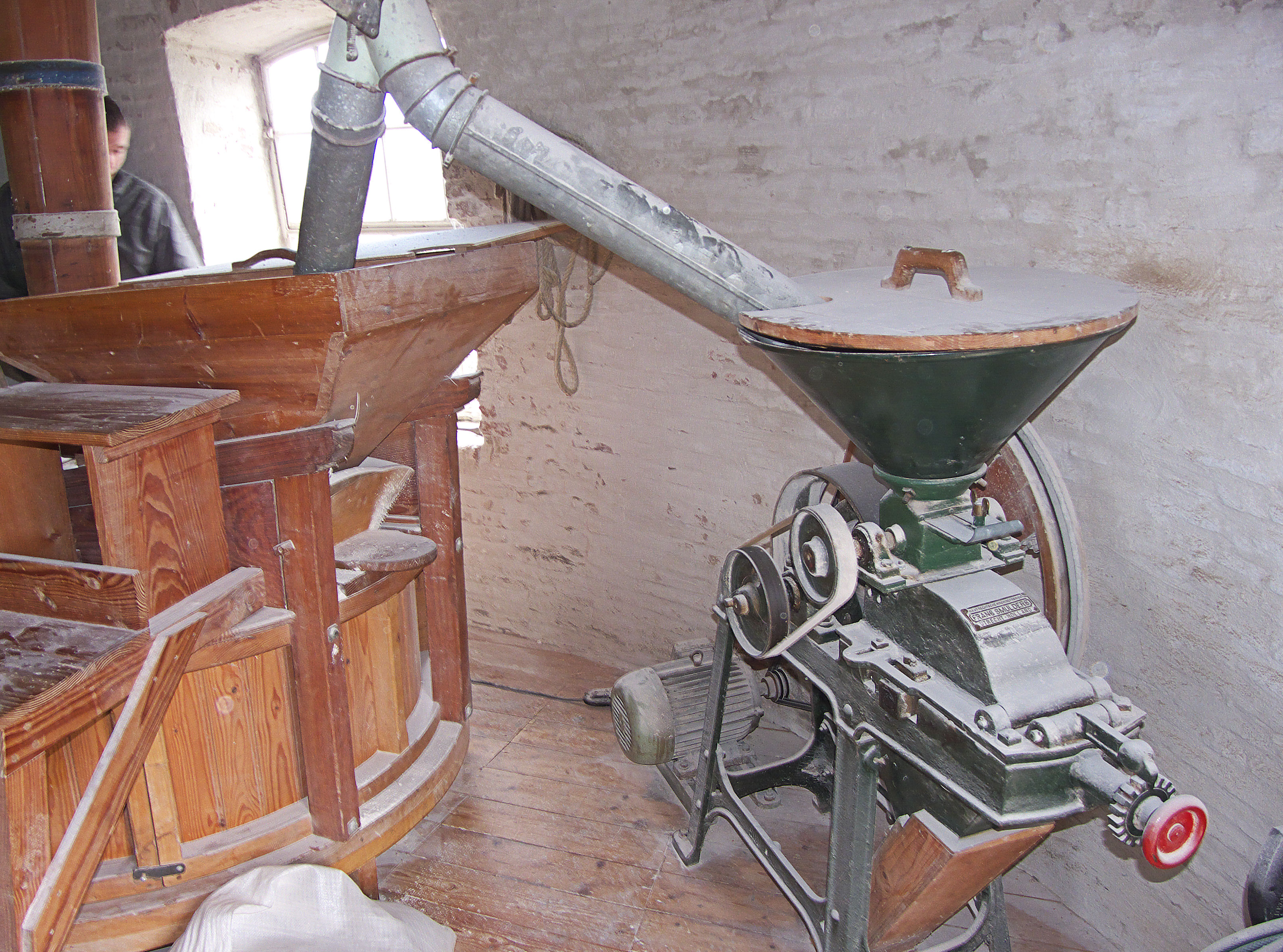
Pletter op molen De Leeuw (Lettele)

Een graanpletter is een werktuig waarmee graan wordt geplet alvorens het te vermalen tot meel voor menselijke consumptie. Door het pletten kan het graan beter worden uitgemalen. Het graan wordt door twee walsen geperst en zo geplet. De walsen zijn in hoogte verstelbaar en hebben een verschillende snelheid. De walsen kunnen glad of geribbeld zijn.

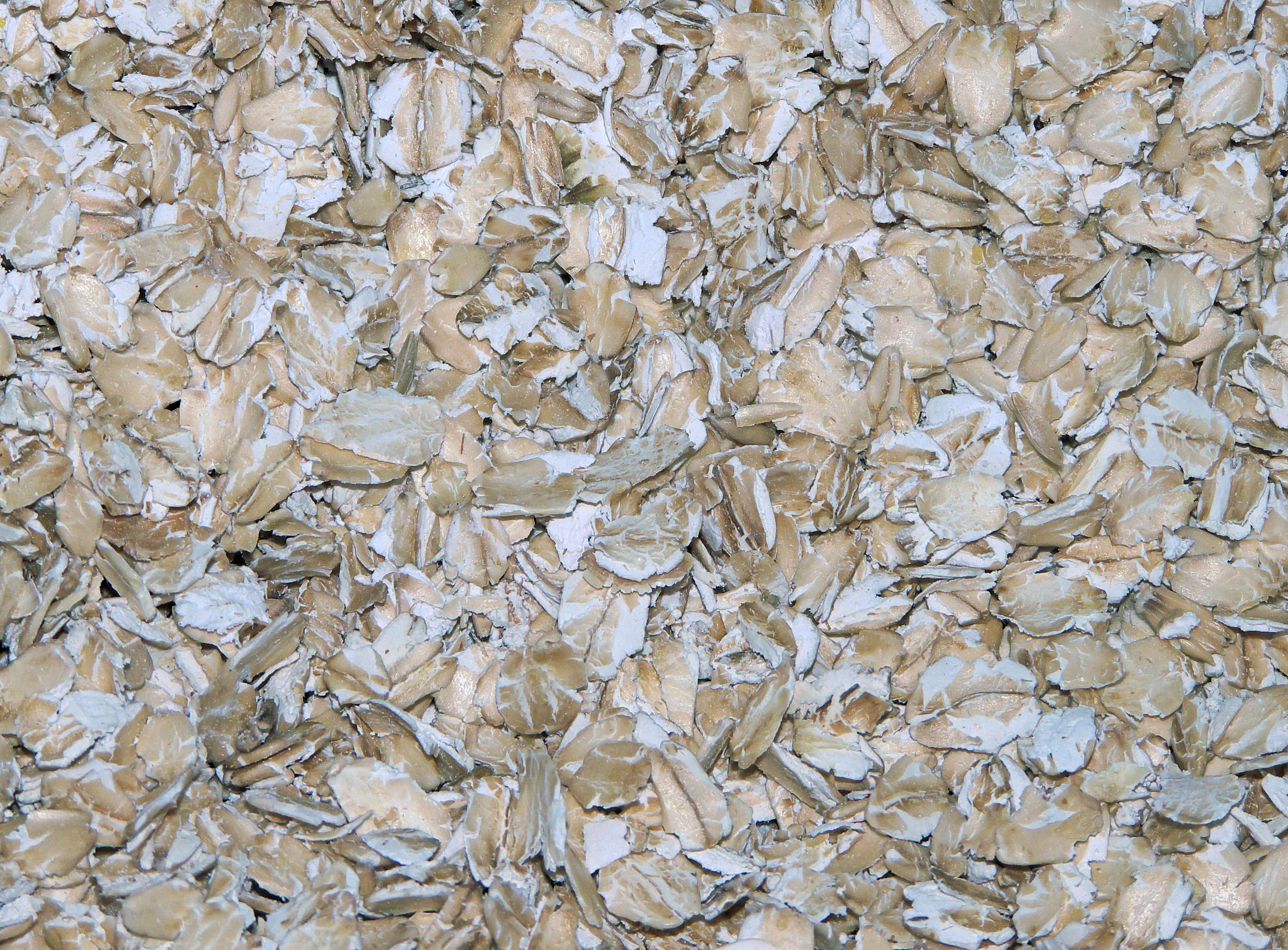
Geplette tarwe
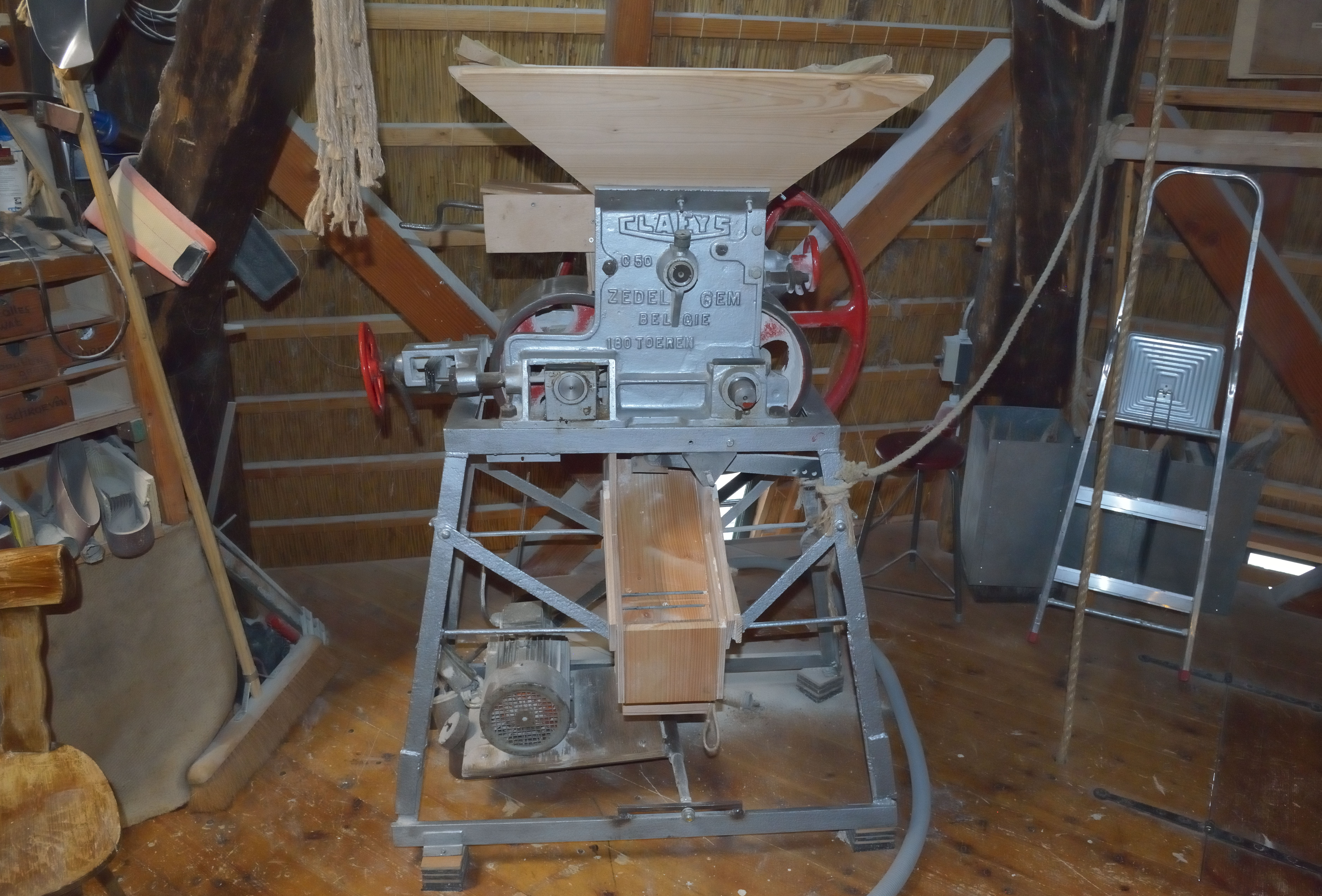
Pletter op molen De Weert, Meppel
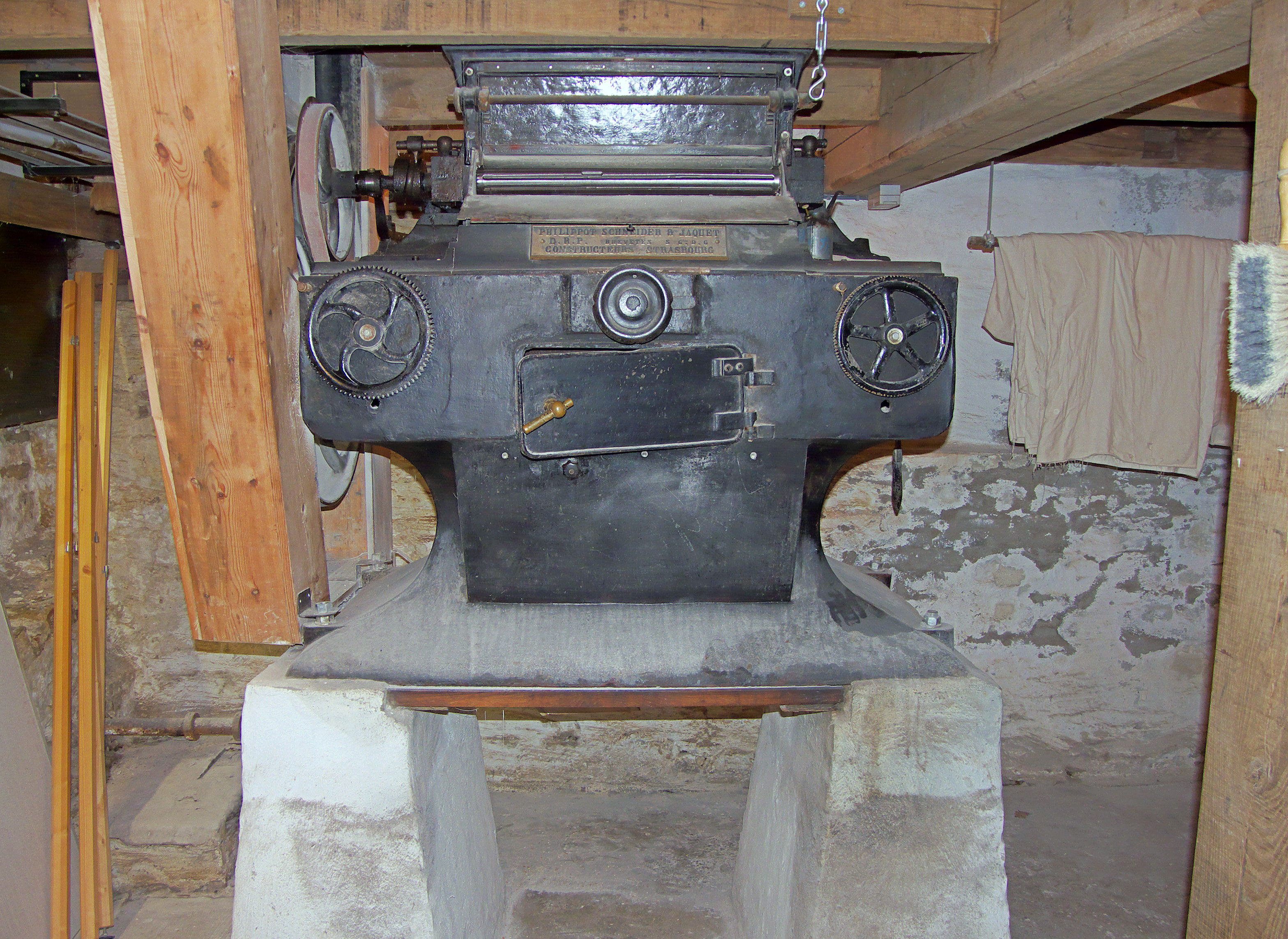
Pletter op de Oostendorper watermolen
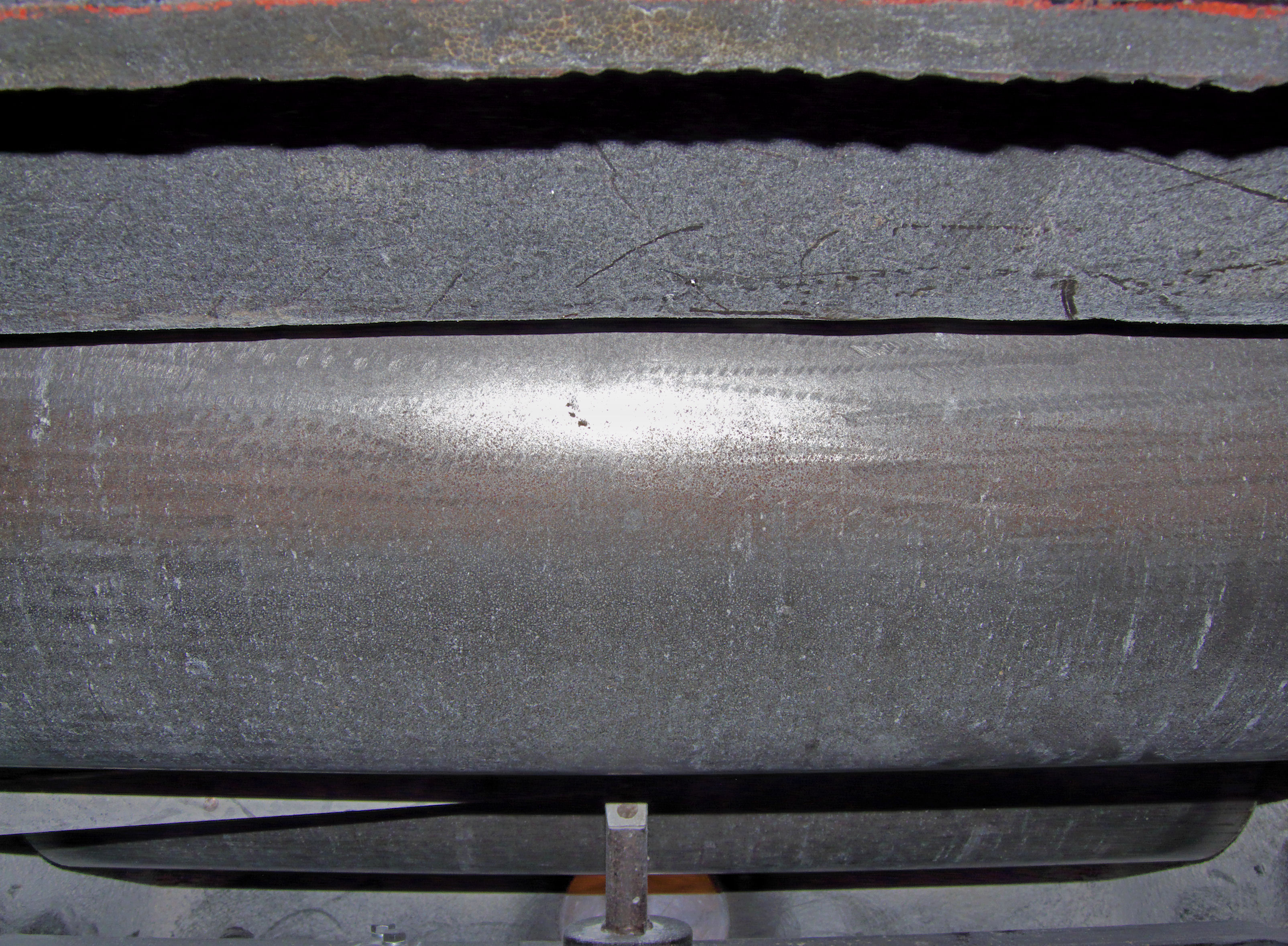
Wals in pletter op de Oostendorper watermolen